# Démocratie et éthique sociale
Démocratie et éthique sociale (titre original : Democracy and Social Ethics) est un livre de la sociologue américaine Jane Addams paru en 1902.